# 新潟市音楽文化会館
新潟市音楽文化会館（にいがたしおんがくぶんかかいかん）は、新潟県新潟市中央区の白山公園にあるホール施設。施設は新潟市が所有し、公益財団法人新潟市芸術文化振興財団が指定管理者として運営管理を行っている。

## 概要
1964年に開催された第19回新潟国体の成功と、大会直後の6月16日に発生した新潟地震からの復興に至る背景から、新潟市は1968年9月、文化都市としてより一層発展させることを目指して「スポーツと音楽に親しむ市民運動推進協議会」を発足させ、同年10月10日に全国に先駆け「新潟市スポーツと音楽都市宣言」を行った。
だが当時、市内の本格的な公営ホール施設は1938年開館の新潟市公会堂と、宣言前年の1967年に開館した新潟県民会館の白山公園内の2施設のみ。そのためホール数が不足していたことから、音楽をはじめとする文化活動の振興を図るには決して良好な環境ではなかった。こうしたことから宣言以降、市内の音楽愛好者やオーケストラ・声楽を始めとする音楽団体や舞台芸術団体の間で、音楽・舞台を気軽に練習したり、その成果を発表するためのホール施設に対する要望が高まり、1971年にはこれら団体を中心として「音楽センターの建設促進」を求める署名活動が行われた。
市ではその後検討を進め、昭和大橋西詰にあった新潟市営武道場の立地にホール施設の建設を決定。1976年9月18日に着工。1977年11月19日に竣工した。開館以来、施設名称を略した「音文（おんぶん）」の通称で親しまれ、アマチュアを中心とした各種音楽・舞台芸術の練習場や発表会の会場として活用されており、またプロの演奏会・コンサート・イベントなどもしばしば行われている。
なお開館当初、1階には武道場が設けられた。これは前述の旧武道場の撤去に際し、市内に施設が別途整備されるまでの間、暫定的に練習場を確保することを目的に設置されたものであった。その後1983年に新潟市鳥屋野総合体育館（中央区神道寺）が竣工し、同館内に武道場が設置されたのに伴って、同年より順次練習室に改装した。現在、1・2階には計13室の練習室が設けられている。
残響調整設備を備えた館内のホールは3階にある。500人クラスの収容規模を有し、様々なジャンルに対応するため多目的利用を前提に設計されている。これは小規模な芸術活動が多かった当時の状況においては適切な規模であったが、その後大規模な活動団体が増加し、また隣接する前述の公会堂が老朽化するなど数々の問題が浮上し、専門ホールの必要性が問われ始めた。この専門ホールは1998年、新潟市民芸術文化会館（りゅーとぴあ）の開館によって実現し、音楽文化会館も同会館の開館と同時に白山公園の園内施設の一つとなった。2000年に大規模改修を行い、耐震補強やバリアフリー化が施された。

## 施設
- ホール
  - 定員530席（固定席525席、車椅子席5席）
- 練習場
  - 2階：全9室
  - 1階：全4室

1階のうち「練習室10」は洋楽用大練習室、「練習室11」は能楽用大練習室、「練習室12・13」の2室は防音設備を完備した大音量用練習室。

## 公園内その他の施設
白山公園も合わせて参照。
- 白山神社
- 新潟県政記念館（旧新潟県議会議事堂）
- 新潟市民芸術文化会館（りゅーとぴあ）
- 新潟県民会館
- 新潟市体育館
- 新潟市陸上競技場

## 交通アクセス
- JR越後線 白山駅より徒歩で約15分。
- BRT・萬代橋ライン 「市役所前」停留所より徒歩で約5分。
- 新潟駅万代口よりタクシーで約10分。